# 우시쩌
오희택 (1996년 10월 19일 ~ )는 중국의 영화 배우이다. 2018년 드라마 《유성화원》에서 시먼 역할을 맡으면서 배우로 데뷔했다.

## 방송 출연
- 2017년에는 드라마 《유성화원》에서 왕학체, 관홍, 양정강과 함께 F4 역할을 맡았으며 극중에서 시먼 역할을 맡음
- 2018년에는 후난위성 TV의 게스트 토크쇼 《쾌락대본영》에 출연함
- 중앙방송국 스포츠 채널 '기담11'에 출연함
- 2019년 주연으로 사극 청춘 캠퍼스 코미디 《장안소년행》에 출연함

## 음악
- For You 2018-07-09 (드라마 '유성화원')
  - 추억을 만들다 2018-07-09 (드라마 '유성화원' 삽입곡)
  - 지금까지 생각하지 못했다 2018-07-09 (드라마 '유성화원' 삽입곡)
  - 보고 싶어 미치겠어 2018-07-09 (드라마 '유성화원' 삽입곡)